# San José del Fragua
San José del Fragua är en kommun i Colombia.   Den ligger i departementet Caquetá, i den sydvästra delen av landet, 400 km sydväst om huvudstaden Bogotá. Antalet invånare är 13 882.